# Zadarski list
Zadarski list je prva i jedina dnevna novina u Zadru. List je najprije pokrenut kao tjednik početkom studenoga 1994. godine. Nakon četiri godine, 21. prosinca 1998., prerastao u dnevnik. Utemeljitelj, prvi glavni urednik i tvorac projekta tjednika i dnevnika je Nedjeljko Jusup. Od 2003. godine glavni je urednik Luka Perić, a kraće vrijeme uređivao ga je i Edvard Šprljan. Funkciju glavnog urednika preuzeo je Šenol Selimović 27. srpnja 2016.
Od 1. travnja 2022. godine izdavač lista je Novi list d.d. Od tad do 18. svibnja 2024. vršitelj dužnosti glavnog urednika bio je Ivica Tomić. Poslije Tomića vršitelji dužnosti glavnog urednika bili su Slavica Bakić i Toni Perinić.
Zadarski list pokriva područje zadarske regije, a donosi i vijesti iz zemlje i svijeta.

## Poznati suradnici
- Ivica Đovani Matešić-Jeremija
- Dragutin Herenda

## Vanjske poveznice
- Zadarski list – Naslovnica